# Det var så roligt jag måste skratta
Det var så roligt jag måste skratta är en barnvisa med text av Lennart Hellsing och musik av kompositören Knut Brodin som publicerades första gången 1947 i boken Nyfiken i en strut.